# Paola Cardullo
Pour les articles homonymes, voir Cardullo.
Paola Cardullo (née le 18 mars 1982 à Omegna, dans la province du Verbano-Cusio-Ossola, au Piémont) est une joueuse italienne de volley-ball. Elle mesure 1,62 m et joue au poste de libero. Elle totalise 286 sélections en équipe d'Italie.

## Clubs
| Club                | Pays   | De        | À         |
| ------------------- | ------ | --------- | --------- |
| Pallavolo Omegna    | Italie | 1996-1997 | 1998-1999 |
| AGIL Trecate        | Italie | 1999-2000 | 2000-2001 |
| Asystel Novara      | Italie | 2001-2002 | 2008-2009 |
| Villa Cortese       | Italie | 2009-2010 | 2010-2011 |
| RC Cannes           | France | 2011-2012 | 2011-2012 |
| Asystel MC Carnaghi | Italie | 2012-2013 | 2012-2013 |
| LJ Volley           | Italie | 2013-2014 | …         |

## Palmarès

### Équipe nationale
- Championnat du monde (1)
  - Vainqueur : 2002
- Championnat d'Europe (2)
  - Vainqueur : 2007, 2009
  - Finaliste : 2001, 2005
- Coupe du monde (1)
  - Vainqueur : 2007
- Grand Prix mondial
  - Finaliste : 2004, 2005
- World Grand Champions Cup (1)
  - Vainqueur : 2009

### Clubs
- Coupe de la CEV (2)
  - Vainqueur : 2003, 2009
- Top Teams Cup
  - Vainqueur : 2003
- Coupe d'Italie 
  - Vainqueur : 2003, 2010, 2011.
- Supercoupe d'Italie
  - Vainqueur: 2003, 2005
  - Finaliste : 2012.
- Championnat de France (1)
  - Vainqueur : 2012
- Coupe de France (1)
  - Vainqueur : 2012

### Récompenses individuelles
- Grand Prix Mondial de volley-ball 2003: MVP.
- Jeux olympiques d'été de 2004: Meilleure libero.
- Ligue des Champions de volley-ball féminin 2004-2005: Meilleure libero.
- Championnat d'Europe de volley-ball féminin 2007: Meilleure libéro.
- Coupe du monde de volley-ball féminin 2007: Meilleure libero.
- Ligue des Champions de volley-ball féminin 2007-2008: Meilleure libero.
- Championnat d'Europe de volley-ball féminin 2009: Meilleure libero.
- Ligue des Champions de volley-ball féminin 2011-2012: Meilleure libero.